# Рио Изоло (Бергамо)
Рио Изоло је насеље у Италији у округу Бергамо, региону Ломбардија.
Према процени из 2011. у насељу је живело 412 становника. Насеље се налази на надморској висини од 176 м.